# Best of The Kelly Family 2
Best Of The Kelly Family – ósma kompilacja zespołu The Kelly Family, wydana w 1999 r. w większości krajów Europy.

## Lista utworów
1. „Because It’s Love” (śpiew: Angelo, Paddy) – 3:42
2. „Fell In Love With An Alien” (śpiew: Paddy, Kathy) – 3:11
3. „Why Why Why” (śpiew: Joey, Paddy) – 3:33
4. „First Time (Remix)” (śpiew: Patricia) – 4:12
5. „Hooks” (śpiew: Barby, Paddy) – 3:13
6. „I Really Love You” (śpiew: John) – 3:46
7. „Quisiera Ser Un Angel” (śpiew: Paddy, Kathy) – 3:44
8. „You’re Losing Me” (śpiew: Kathy) – 4:06
9. „Thunder” (śpiew: Jimmy) – 3:45
10. „One More Song” (śpiew: Paddy) – 4:20
11. „When The Last Tree...” (śpiew: Paddy, kathy) – 3:54
12. „Roses Of Red (Single-Remix)” (śpiew: Maite, Kathy, Angelo) – 3:51
13. „I Feel Love” (śpiew: Paddy, Maite, Angelo) – 3:30
14. „I Can’t Help Myself (Live '96)” (śpiew: Angelo, Paddy) – 3:18
15. „Saban’s Mystic Knight Of Tir Na Nog” (śpiew: Paddy, Joey, Adam, Maite) – 3:05
16. „By Myself But Not Alone” (śpiew: John, Kathy) – 3:34
17. „I Wanna Kiss You” (śpiew: Maite, Barby) – 3:51
18. „Mama” (śpiew: Paddy) – 4:08

### Utwory bonusowe
Na płycie CD dodano teledyski do piosenek „Mama (edycja specjalna)”, „Fell In Love With An Alien” i „First Time (na żywo z Tough Road)”, biografię oraz 22 zdjęcia zespołu.

## Single
1. „Mama” – 1999
2. „Saban’s Mystic Knight Of Tir Na Nog” – 1999
3. „I Wanna Kiss You” – 2000

## Miejsca na listach przebojów w 1999 roku
| Kraj       | Miejsce na liście |
| ---------- | ----------------- |
| Niemcy     | 29                |
| Szwajcaria | 54                |
| Belgia     | 33                |